# Калда (река)
Калда — река в России, протекает по Барышскому району Ульяновской области. Устье реки находится в 21 км по левому берегу реки Малая Свияга. Длина реки составляет 15 км, площадь водосборного бассейна — 77,2 км². На реке расположено село Калда.

## Данные водного реестра
По данным государственного водного реестра России относится к Верхневолжскому бассейновому округу, водохозяйственный участок реки — Свияга от истока до села Альшеево, речной подбассейн реки — Волга от впадения Оки до Куйбышевского водохранилища (без бассейна Суры). Речной бассейн реки — (Верхняя) Волга до Куйбышевского водохранилища (без бассейна Оки).
Код объекта в государственном водном реестре — 08010400512112100002028.